# Ophion crassus
Ophion crassus är en stekelart som först beskrevs av Morley 1912.  Ophion crassus ingår i släktet Ophion och familjen brokparasitsteklar. Inga underarter finns listade i Catalogue of Life.